# Cleto
Cleto är en ort och kommun i provinsen Cosenza i regionen Kalabrien i Italien. Kommunen hade 1 279 invånare (2017).